# The Voice of the Heroes
The Voice of the Heroes è il primo album collaborativo dei rapper statunitensi Lil Baby e Lil Durk, pubblicato il 4 giugno 2021 dalla Quality Control Music, Alamo Records e Motown.

## Tracce
1. Voice of the Heroes – 3:29
2. 2040 – 3:12
3. Hats Off (feat. Travis Scott) – 4:17
4. Who I Want – 2:53
5. Still Hood – 3:15
6. Man of My Word – 2:52
7. Still Runnin (feat. Meek Mill) – 2:53
8. Medical – 3:07
9. How It Feels – 2:46
10. Lying – 3:01
11. Okay – 3:06
12. That's Facts – 3:38
13. Please – 3:26
14. Up the Side (feat. Young Thug) – 3:38
15. If You Want To – 3:15
16. Rich Off Pain (feat. Rod Wave) – 3:55
17. Make It Out – 3:06
18. Bruised Up – 3:26

## Classifiche

### Classifiche settimanali
| Classifica (2021) | Posizione massima |
| ----------------- | ----------------- |
| Australia         | 20                |
| Austria           | 25                |
| Belgio (Fiandre)  | 20                |
| Belgio (Vallonia) | 100               |
| Canada            | 2                 |
| Danimarca         | 19                |
| Francia           | 103               |
| Irlanda           | 17                |
| Islanda           | 9                 |
| Italia            | 58                |
| Lituania          | 33                |
| Norvegia          | 8                 |
| Nuova Zelanda     | 21                |
| Paesi Bassi       | 7                 |
| Regno Unito       | 5                 |
| Stati Uniti       | 1                 |
| Svezia            | 47                |
| Svizzera          | 10                |

### Classifiche di fine anno
| Classifica (2021) | Posizione |
| ----------------- | --------- |
| Stati Uniti       | 38        |